# Grisebachs Schwertpflanze
Grisebachs Schwertpflanze (Echinodorus grisebachii), Synonym: E. bleherae, ist eine Pflanzenart aus der Gattung Schwertpflanzen (Echinodorus) innerhalb der Familie der Froschlöffelgewächse (Alismataceae). Sie wird als Aquarienpflanze verwendet.

## Beschreibung
Bei dieser Sumpfpflanze handelt es sich um eine mittel- bis große und kräftig wachsende, ausdauernde krautige Pflanze, die Rhizome ausbildet. Die bandförmigen bis linealischen Laubblätter stehen in einer Blattrosette zusammen. Die Blattoberseite ist mittel- bis dunkelgrün.

## Taxonomie
Die Erstbeschreibung von Echinodorus grisebachii erfolgte 1909 durch John Kunkel Small in Nathaniel Lord Britton & al. (Hrsg.): North American Flora, Volume 17, S 46. Das Artepitheton grisebachii ehrt den deutschen Botaniker August Grisebach. Synonyme für Echinodorus grisebachii Small sind: Echinodorus amphibius Rataj, Echinodorus gracilis Rataj, Echinodorus amazonicus Rataj, Echinodorus bleherae Rataj, Echinodorus parviflorus Rataj (Schwarze Schwertpflanze), Echinodorus eglandulosus Holm-Niels. & R.R.Haynes, Echinodorus grisebachii var. minor Kasselm.

## Vorkommen
Das natürliche neotropische weite Verbreitungsgebiet reicht von Honduras bis Brasilien.

## Nutzung in der Aquaristik
Wie einige andere Echinodorus-Arten zählt auch Grisebachs Schwertpflanze zu den beliebten Aquarienpflanzen. Grisebachs Schwertpflanze gilt dabei als anspruchslose Pflanze. Im Zoofachhandel wird sie allerdings nur selten angeboten.
Im Aquarium gedeiht Grisebachs Schwertpflanze am besten bei Temperaturen zwischen 22 und 28 Grad Celsius. Sie eignet sich als Mittel- und Hintergrund- sowie als Solitärpflanze. Ideal sind größere Wasserbecken ab etwa 150 Liter und mehr.